# تيري إل. ويت
تيري إل. ويت (بالإنجليزية: Terry L. Witte)‏ هو محامي وسياسي أمريكي، ولد في 28 سبتمبر 1952. حزبياً، نشط في الحزب الديمقراطي. وقد انتخب عضو مجلس نواب ولاية ميسوري.